# Зимске олимпијске игре 1992.
XVI Зимске олимпијске игре су одржане 1992. године у Албервилу, у Француској.
То су последње Зимске олимпијске игре које су одржане у истој години као и Летње олимпијске игре. Након тих игара одлучено је да Летње олимпијске игре остану у ритму преступних година, а Зимске игре су помакнуте за две године. Од тада се Зимске олимпијске игре одржавају у размаку од две године са летњим играма, сваке парне непреступне године.
Занимљив је наступ тзв. Савеза независних држава, у чијем су саставу били такмичари из бивших република тада већ непостојећег Совјетског Савеза: Русије, Украјине, Казахстана, Белорусије, Узбекистана и Јерменије. Сличан тим је наступио и на Летњим играма у Барселони исте године, и затим отишао у историју.
У такмичарском програму су се истакли следећи појединци и екипе:
- Тркачи на скијама из Норвешке су победили у свим тркама у мушким дисциплинама на Играма. Бјерн Дехли и Вегард Улванг су освојили сваки по три злата.
- Тони Нијеминен, скакач на скијама, је са 16. година постао најмлађи освајач златне медаље на ЗОИ.
- Марк Кирхнер је постао први биатлонац који је освојио медаљу у све три дисциплине тог спорта.
- Петра Кронбергер је победила у две дисциплине алпског скијања: комбинацији и слалому.
- Анелиза Кобергер из Новог Зеланда је освојила прву медаљу у историји за неког такмичара са јужне хемисфере (сребро у слалому).

## Кандидатура
Троструки скијашки олимпијски победник из 1968, Жан Клод Кили (фр. Jean-Claude Killy) и делегат француског парламента Мишел Барније (фр. Michel Barnier), су се у децембру 1981. договорили да у Рона-Алпи доведу Зимске олимпијске игре 1992. године. У позадини кандидатуре, као и у случају игара 1968. у Греноблу, је стајала намјера, идилични али економски слабо развијени регион Француске, инфраструктурно боље повезати са остатком земље као и уз помоћ државних субвенција подржати развој туризма и зимског спорта у том крају.
Други кандидати били су Енкориџ (САД), Берхтесгаден (Немачка), Кортина д'Ампецо (Италија), Лилехамер (Норвешка), Фалун (Шведска) и Софија (Бугарска). Одлука је пала 17. октобра 1986. на 91. сједници МОК-а у Лозани у петом кругу гласања. Мали град у француским Алпама је у задњем кругу са 51 гласом победио Софију (25 гласова) и Фалун (9 гласова). Француски олимпијски комитет се на сједници у Лозани са Паризом, кандидовао и за Летње олимпијске игре 1992. Гласање за зимске игре је обављено као прво. Добијањем зимских игара, је гласање за летње игре између Париза и Барселоне постала формалност, пошто МОК нерадо додељује две спортске манифестације, исте године једној земљи.
Организациони комитет је основан 24. фебруара 1987. године под председништвом Килија и Барнијеа. Због бојазни разл. француских организација, да ће при расподели финансијских средстава, Килијево место боравка Вал д’Изер бити фаворизовано, након 13 дана на месту потпредседника Организационог комитета, он је дао оставку. Тек годину дана касније и на инсистирање француског председника Митерана и председника МОК-а Самарана је поново прихватио функцију потпредседника Организационог комитета. Од председника МОК-а је 1988. на Зимским олимпијским играма у Калгарију, заједно са шпанским краљем Хуаном Карлосом, примио Олипијски орден. Организациони комитет зимских олипијских игара се састојао од 27 одељења и све време игара бројио је 9310 чланова. Од тога 610 плаћених и 8700 волонтера.
Логотип ових олимпијских игара је употребљаван већ у време кандидатуре. Представљао је комбинацију олимпијске ватре, савојског крста и француских националних боја. Дизајн логотипа је урадио члан комитета за кандидатуру Бруно Квентин (фр. Bruno Quentin).
| Град             | Држава           | 1. круг | 2. круг | 3. круг | 4. круг | -  | 5. круг |
| Албервил         | Француска        | 19      | 26      | 29      | 42      | -  | 51      |
| Софија           | Бугарска         | 25      | 25      | 28      | 24      | -  | 25      |
| Фалун            | Шведска          | 10      | 11      | 11      | 11      | 41 | 9       |
| Лилехамер        | Норвешка         | 10      | 11      | 9       | 11      | 40 | -       |
| Кортина д'Ампецо | Италија          | 7       | 6       | 7       | -       | -  | -       |
| Енкориџ          | Сједињене Државе | 7       | 5       | -       | -       | -  | -       |
| Берхтесгаден     | Немачка          | 6       | -       | -       | -       | -  | -       |

## Спортови
| - Алпско скијање - Биатлон - Боб - Брзо клизање - Брзо клизање на кратким стазама |  | - Хокеј на леду - Нордијско скијање: - Скијашко трчање - Нордијска комбинација - Скијашки скокови |  | - Санкање - Слободно скијање - Уметничко клизање |

Демонстрациони спортови су били карлинг и поједине дисциплине слободног скијања: фигуре, балет и брзо скијање.

## Биланс медаља
(Медаље домаћина посебно истакнуте)
| Зимске олимпијске игре Албервил 1992. | Зимске олимпијске игре Албервил 1992. | Зимске олимпијске игре Албервил 1992. | Зимске олимпијске игре Албервил 1992. | Зимске олимпијске игре Албервил 1992. | Зимске олимпијске игре Албервил 1992. |
| ------------------------------------- | ------------------------------------- | ------------------------------------- | ------------------------------------- | ------------------------------------- | ------------------------------------- |
| Пласман                               | Држава                                | Злато                                 | Сребро                                | Бронза                                | Укупно                                |
| 1                                     | Немачка                               | 10                                    | 10                                    | 6                                     | 26                                    |
| 2                                     | Савез независних држава               | 9                                     | 6                                     | 8                                     | 23                                    |
| 3                                     | Норвешка                              | 9                                     | 6                                     | 5                                     | 20                                    |
| 4                                     | Аустрија                              | 6                                     | 7                                     | 8                                     | 21                                    |
| 5                                     | Сједињене Државе                      | 5                                     | 4                                     | 2                                     | 11                                    |
| 6                                     | Италија                               | 4                                     | 6                                     | 4                                     | 14                                    |
| 7                                     | Француска                             | 3                                     | 5                                     | 1                                     | 9                                     |
| 8                                     | Финска                                | 3                                     | 1                                     | 3                                     | 7                                     |
| 9                                     | Канада                                | 2                                     | 3                                     | 2                                     | 7                                     |
| 10                                    | Јужна Кореја                          | 2                                     | 1                                     | 1                                     | 4                                     |
| 11                                    | Јапан                                 | 1                                     | 2                                     | 4                                     | 7                                     |
| 12                                    | Холандија                             | 1                                     | 1                                     | 2                                     | 4                                     |
| 13                                    | Шведска                               | 1                                     | 0                                     | 3                                     | 4                                     |
| 14                                    | Швајцарска                            | 1                                     | 0                                     | 2                                     | 3                                     |
| 15                                    | Кина                                  | 0                                     | 3                                     | 0                                     | 3                                     |
| 16                                    | Луксембург                            | 0                                     | 2                                     | 0                                     | 2                                     |
| 17                                    | Нови Зеланд                           | 0                                     | 1                                     | 0                                     | 1                                     |
| 18                                    | Чехословачка                          | 0                                     | 0                                     | 3                                     | 3                                     |
| 19                                    | Северна Кореја                        | 0                                     | 0                                     | 1                                     | 1                                     |
| 19                                    | Шпанија                               | 0                                     | 0                                     | 1                                     | 1                                     |
|                                       | Укупно                                | 57                                    | 58                                    | 56                                    | 171                                   |